# Mycetina compacta
Mycetina compacta là một loài bọ cánh cứng trong họ Endomychidae. Loài này được Fairmaire miêu tả khoa học năm 1891.